# La stagione per morire
La stagione per morire è il primo album del cantautore italiano Mauro Pelosi, pubblicato dall'etichetta discografica Polydor nel 1972.
I brani sono interamente composti dall'interprete, mentre gli arrangiamenti sono curati da Detto Mariano, che dirige l'orchestra.

## Tracce

### Lato A
1. Paura
2. Cosa aspetti ad andar via
3. Vent'anni di galera
4. Venderò
5. La stagione per morire

### Lato B
1. E dire che a maggio
2. Che poi non è vero
3. Caro amico
4. Suicidio

## Formazione
- Mauro Pelosi – voce
- Osvaldo Colombino – batteria, percussioni
- Ronnie Jackson – chitarra acustica, chitarra a 12 corde
- Flavio Premoli – organo Hammond, pianoforte
- Mike Logan – mellotron, sintetizzatore
- Gianni Stinga – batteria, percussioni
- Gianni Leone – sintetizzatore, mellotron
- Danny Besquet – basso
- Dave Baker – batteria, percussioni